# Campionatul European de Handbal Feminin din 2016 - Calificările
Această pagină descrie procesul de calificare pentru Campionatul European de Handbal Feminin din 2016.

## Sistemul calificărilor
Tragerea la sorți s-a desfășurat la Viena, Austria, pe 24 martie 2015, la ora locală 11:30. Suedia, ca țară gazdă, este calificată direct.
32 de echipe au fost înregistrate să participe și să concureze pentru 14 locuri la turneul final în două faze distincte de calificări. Câștigătoarele grupelor din faza 1 au avansat în faza a 2-a. În faza a 2-a, cele 28 de selecționate au fost împărțite în șapte grupe de câte patru echipe. Primele două formații din fiecare grupă se vor califica la turneul final.

## Faza de Calificări 1
În această fază, meciurile din cele două grupe s-au disputat într-o întrecere de tip turneu, între 12–14 iunie 2015. Câștigătoarele grupelor au avansat în faza a 2-a.

### Grupa A
| Echipa         | M | V | E | Î | GM | GP | G   | Pct |
| -------------- | - | - | - | - | -- | -- | --- | --- |
| Bulgaria       | 2 | 2 | 0 | 0 | 63 | 50 | +13 | 4   |
| Azerbaidjan    | 2 | 1 | 0 | 1 | 57 | 60 | −3  | 2   |
| Insulele Feroe | 2 | 0 | 0 | 2 | 50 | 60 | −10 | 0   |

| 12 iunie 2015 18:00 | Bulgaria   | 31 - 22 | Insulele Feroe | Hala Orloveț, Gabrovo Asistență: 1.000 Arbitri: Ilieva, Karbeska |
| 12 iunie 2015 18:00 | Dobreva 11 | (12-10) | Samuelsen 7    | Hala Orloveț, Gabrovo Asistență: 1.000 Arbitri: Ilieva, Karbeska |
| 12 iunie 2015 18:00 | 1× 3×      | Cronica | 3×             | Hala Orloveț, Gabrovo Asistență: 1.000 Arbitri: Ilieva, Karbeska |

| 13 iunie 2015 18:00 | Insulele Feroe | 28 - 29 | Azerbaidjan  | Hala Orloveț, Gabrovo Asistență: 300 Arbitri: Ilieva, Karbeska |
| 13 iunie 2015 18:00 | Samuelsen 10   | (14-14) | Tankaskaia 7 | Hala Orloveț, Gabrovo Asistență: 300 Arbitri: Ilieva, Karbeska |
| 13 iunie 2015 18:00 | 6× 3×          | Cronica | 4× 3× 1×     | Hala Orloveț, Gabrovo Asistență: 300 Arbitri: Ilieva, Karbeska |

| 14 iunie 2015 18:00 | Azerbaidjan  | 28 - 32 | Bulgaria              | Hala Orloveț, Gabrovo Asistență: 850 Arbitri: Ilieva, Karbeska |
| 14 iunie 2015 18:00 | Tankaskaia 7 | (12-13) | Bogdanova, Omoregie 8 | Hala Orloveț, Gabrovo Asistență: 850 Arbitri: Ilieva, Karbeska |
| 14 iunie 2015 18:00 | 3×           | Cronica | 2× 3×                 | Hala Orloveț, Gabrovo Asistență: 850 Arbitri: Ilieva, Karbeska |

### Grupa B
| Echipa    | M | V | E | Î | GM | GP | G   | Pct |
| --------- | - | - | - | - | -- | -- | --- | --- |
| Finlanda  | 2 | 2 | 0 | 0 | 53 | 42 | +11 | 4   |
| Israel    | 2 | 1 | 0 | 1 | 47 | 47 | 0   | 2   |
| Kosovo[a] | 2 | 0 | 0 | 2 | 40 | 51 | −11 | 0   |

| 12 iunie 2015 19:00 | Kosovo | 19 - 27 | Finlanda | SISU Arena, Karjaa Asistență: 360 Arbitri: Markovska, Vutov |
| 12 iunie 2015 19:00 | Beka 7 | (6-12)  | Roos 7   | SISU Arena, Karjaa Asistență: 360 Arbitri: Markovska, Vutov |
| 12 iunie 2015 19:00 | 4× 2×  | Cronica | 4× 2×    | SISU Arena, Karjaa Asistență: 360 Arbitri: Markovska, Vutov |

| 13 iunie 2015 16:00 | Israel   | 24 - 21 | Kosovo | SISU Arena, Karjaa Asistență: 80 Arbitri: Markovska, Vutov |
| 13 iunie 2015 16:00 | Vikrat 7 | (9-8)   | Rama 5 | SISU Arena, Karjaa Asistență: 80 Arbitri: Markovska, Vutov |
| 13 iunie 2015 16:00 | 1× 2× 1× | Cronica | 5× 3×  | SISU Arena, Karjaa Asistență: 80 Arbitri: Markovska, Vutov |

| 14 iunie 2015 12:00 | Finlanda   | 26 - 23 | Israel             | SISU Arena, Karjaa Asistență: 320 Arbitri: Markovska, Vutov |
| 14 iunie 2015 12:00 | Lindholm 9 | (18-15) | Turgeman, Vikrat 6 | SISU Arena, Karjaa Asistență: 320 Arbitri: Markovska, Vutov |
| 14 iunie 2015 12:00 | 4× 3×      | Cronica | 2× 3×              | SISU Arena, Karjaa Asistență: 320 Arbitri: Markovska, Vutov |

## Faza de Calificări 1
Tragerea la sorți a avut loc pe 9 aprilie 2015, la Kristianstad, Suedia.

### Distribuție
| Urna 1                                                                 | Urna 2                                                                 | Urna 3                                                                        | Urna 4                                                                    |
| ---------------------------------------------------------------------- | ---------------------------------------------------------------------- | ----------------------------------------------------------------------------- | ------------------------------------------------------------------------- |
| Norvegia · Muntenegru · Danemarca · Ungaria · Serbia · Franța · Spania | Germania · România · Polonia · Rusia · Țările de Jos · Cehia · Croația | Slovacia · Ucraina · Islanda · Macedonia de Nord · Turcia · Belarus · Austria | Slovenia · Portugalia · Elveția · Italia · Lituania · Bulgaria · Finlanda |

### Legendă pentru modalitatea de calificare
|  | Echipe calificate la Turneul final                                        |
|  | Echipa cel mai bine clasată de pe locurile 3 se califică la Turneul final |
|  | Echipe necalificate                                                       |

### Grupa 1
| Echipa   | M | V | E | Î | GM  | GP  | G   | Pct |
| -------- | - | - | - | - | --- | --- | --- | --- |
| Norvegia | 6 | 5 | 0 | 1 | 178 | 128 | +50 | 10  |
| România  | 6 | 4 | 0 | 2 | 150 | 137 | +13 | 8   |
| Belarus  | 6 | 3 | 0 | 3 | 159 | 168 | −9  | 6   |
| Lituania | 6 | 0 | 0 | 6 | 140 | 194 | −54 | 0   |

| 7 octombrie 2010 19:00 | Norvegia | 35 - 24 | Belarus    | Trondheim Spektrum, Trondheim Asistență: 3.160 Arbitri: Antić, Jakovljević |
| 7 octombrie 2010 19:00 | Løke 7   | (19-13) | Nețariuk 7 | Trondheim Spektrum, Trondheim Asistență: 3.160 Arbitri: Antić, Jakovljević |
| 7 octombrie 2010 19:00 | 2×       | Cronica | 5× 3×      | Trondheim Spektrum, Trondheim Asistență: 3.160 Arbitri: Antić, Jakovljević |

| 8 octombrie 2010 19:00 | România | 29 - 20 | Lituania         | Sala Sporturilor Traian, Râmnicu Vâlcea Asistență: 3.000 Arbitri: Madsen, Mortensen |
| 8 octombrie 2010 19:00 | Neagu 8 | (16-10) | Bernatavičiūtė 6 | Sala Sporturilor Traian, Râmnicu Vâlcea Asistență: 3.000 Arbitri: Madsen, Mortensen |
| 8 octombrie 2010 19:00 | 4× 2×   | Cronica | 4× 3×            | Sala Sporturilor Traian, Râmnicu Vâlcea Asistență: 3.000 Arbitri: Madsen, Mortensen |

| 11 octombrie 2010 13:00 | Lituania         | 21 - 28 | Norvegia | Sporto halė, Kaunas Asistență: 850 Arbitri: Bonifert, Oláh |
| 11 octombrie 2010 13:00 | Bernatavičiūtė 6 | (9-13)  | Mørk 5   | Sporto halė, Kaunas Asistență: 850 Arbitri: Bonifert, Oláh |
| 11 octombrie 2010 13:00 | 4× 2×            | Cronica | 3× 2×    | Sporto halė, Kaunas Asistență: 850 Arbitri: Bonifert, Oláh |

| 11 octombrie 2015 15:00 | Belarus       | 23 - 25 | România  | Palatul Sporturilor, Minsk Asistență: 3.215 Arbitri: Schilha, Schilha |
| 11 octombrie 2015 15:00 | Arțiuhovici 6 | (14-12) | Neagu 11 | Palatul Sporturilor, Minsk Asistență: 3.215 Arbitri: Schilha, Schilha |
| 11 octombrie 2015 15:00 | 3× 2×         | Cronica | 2× 3×    | Palatul Sporturilor, Minsk Asistență: 3.215 Arbitri: Schilha, Schilha |

| 9 martie 2016 19:00 | Lituania       | 21 - 29 | Belarus    | Sporto halė, Kaunas Asistență: 500 Arbitri: Dvorský, Karlubík |
| 9 martie 2016 19:00 | Šatkauskaitė 9 | (10-15) | Iejikova 6 | Sporto halė, Kaunas Asistență: 500 Arbitri: Dvorský, Karlubík |
| 9 martie 2016 19:00 | 3×             | Cronica | 5× 3×      | Sporto halė, Kaunas Asistență: 500 Arbitri: Dvorský, Karlubík |

| 9 martie 2016 20:00 | România  | 25 - 20 | Norvegia | Sala Polivalentă, Cluj Asistență: 7.100 Arbitri: Pandžić, Šatordžija |
| 9 martie 2016 20:00 | Neagu 10 | (16-9)  | Mørk 6   | Sala Polivalentă, Cluj Asistență: 7.100 Arbitri: Pandžić, Šatordžija |
| 9 martie 2016 20:00 | 8× 3× 1× | Cronica | 6× 3×    | Sala Polivalentă, Cluj Asistență: 7.100 Arbitri: Pandžić, Šatordžija |

| 13 martie 2015 17:00 | Belarus    | 38 - 35 | Lituania                                  | Palatul Sporturilor Uruhie, Minsk Asistență: 2.650 Arbitri: Bounouara, Sami |
| 13 martie 2015 17:00 | Iejikova 8 | (18-15) | Bernatavičiūtė, Šatkauskaitė, Vidūnaitė 7 | Palatul Sporturilor Uruhie, Minsk Asistență: 2.650 Arbitri: Bounouara, Sami |
| 13 martie 2015 17:00 | 5× 2×      | Cronica | 4× 3×                                     | Palatul Sporturilor Uruhie, Minsk Asistență: 2.650 Arbitri: Bounouara, Sami |

| 13 martie 2015 18:00 | Norvegia | 27 - 17 | România   | Stavanger Idrettshall, Stavanger Asistență: 6.000 Arbitri: Santos, Fonseca |
| 13 martie 2015 18:00 | Løke 7   | (12-8)  | Vizitiu 6 | Stavanger Idrettshall, Stavanger Asistență: 6.000 Arbitri: Santos, Fonseca |
| 13 martie 2015 18:00 | 3× 2×    | Cronica | 1× 2×     | Stavanger Idrettshall, Stavanger Asistență: 6.000 Arbitri: Santos, Fonseca |

| 1 iunie 2016 19:00 | Belarus    | 22 - 32 | Norvegia  | Palatul Sporturilo Uruhie, Minsk Asistență: 2.200 Arbitri: Tzaferopoulos, Bethmann |
| 1 iunie 2016 19:00 | Iejikova 7 | (9-15)  | Sulland 6 | Palatul Sporturilo Uruhie, Minsk Asistență: 2.200 Arbitri: Tzaferopoulos, Bethmann |
| 1 iunie 2016 19:00 | 3× 1×      | Cronica | 2× 3×     | Palatul Sporturilo Uruhie, Minsk Asistență: 2.200 Arbitri: Tzaferopoulos, Bethmann |

| 1 iunie 2016 19:00 | Lituania       | 24 - 34 | România    | Kauno sporto halė, Kaunas Asistență: 500 Arbitri: Markovska, Vutov |
| 1 iunie 2016 19:00 | Ivanauskaitė 7 | (11-20) | Chintoan 6 | Kauno sporto halė, Kaunas Asistență: 500 Arbitri: Markovska, Vutov |
| 1 iunie 2016 19:00 | 3×             | Cronica | 9× 2×      | Kauno sporto halė, Kaunas Asistență: 500 Arbitri: Markovska, Vutov |

| 4 iunie 2016 19:00 | România     | 20 - 23 | Belarus    | Sala Polivalentă, Piatra Neamț Asistență: 3.800 Arbitri: Bennani, Bennani |
| 4 iunie 2016 19:00 | Udriștoiu 5 | (9-9)   | Iejikova 9 | Sala Polivalentă, Piatra Neamț Asistență: 3.800 Arbitri: Bennani, Bennani |
| 4 iunie 2016 19:00 | 2× 3×       | Cronica | 4× 3× 1×   | Sala Polivalentă, Piatra Neamț Asistență: 3.800 Arbitri: Bennani, Bennani |

| 4 iunie 2016 19:30 | Norvegia   | 36 - 19 | Lituania                     | Oslo Spektrum, Oslo Asistență: 3.945 Arbitri: Schols, Zuijlen |
| 4 iunie 2016 19:30 | Kurtović 6 | (15-10) | Ivanauskaitė, Šatkauskaitė 5 | Oslo Spektrum, Oslo Asistență: 3.945 Arbitri: Schols, Zuijlen |
| 4 iunie 2016 19:30 | 4× 3×      | Cronica | 5× 3×                        | Oslo Spektrum, Oslo Asistență: 3.945 Arbitri: Schols, Zuijlen |

### Grupa a 2-a
| Echipa  | M | V | E | Î | GM  | GP  | G   | Pct |
| ------- | - | - | - | - | --- | --- | --- | --- |
| Serbia  | 6 | 5 | 1 | 0 | 191 | 141 | +50 | 11  |
| Cehia   | 6 | 4 | 1 | 1 | 170 | 142 | +28 | 9   |
| Ucraina | 6 | 2 | 0 | 4 | 174 | 162 | +12 | 4   |
| Italia  | 6 | 0 | 0 | 6 | 113 | 203 | −90 | 0   |

| 7 octombrie 2015 16:05 | Cehia                | 33 - 15 | Italia         | Arena Sparta, Praga Asistență: 1.020 Arbitri: Kijauskaitė, Žalienė |
| 7 octombrie 2015 16:05 | Hrbková, Jeřábková 5 | (14-5)  | Niederwieser 8 | Arena Sparta, Praga Asistență: 1.020 Arbitri: Kijauskaitė, Žalienė |
| 7 octombrie 2015 16:05 | 3× 2×                | Cronica | 7× 3×          | Arena Sparta, Praga Asistență: 1.020 Arbitri: Kijauskaitė, Žalienė |

| 8 octombrie 2015 18:00 | Serbia          | 34 - 25 | Ucraina      | Športna dvorana Ribnica, Kraljevo Asistență: 1.200 Arbitri: Florescu, Stoia |
| 8 octombrie 2015 18:00 | Radosavljević 9 | (14-12) | Nicolaenko 9 | Športna dvorana Ribnica, Kraljevo Asistență: 1.200 Arbitri: Florescu, Stoia |
| 8 octombrie 2015 18:00 | 1× 3×           | Cronica | 2× 3×        | Športna dvorana Ribnica, Kraljevo Asistență: 1.200 Arbitri: Florescu, Stoia |

| 11 octombrie 2015 18:00 | Ucraina                | 20 - 24 | Cehia       | SK Iunist, Ujgorod Asistență: 1.000 Arbitri: Lidacka, Lesiak |
| 11 octombrie 2015 18:00 | Borșcenko, Perederîi 5 | (12-8)  | Kordovská 7 | SK Iunist, Ujgorod Asistență: 1.000 Arbitri: Lidacka, Lesiak |
| 11 octombrie 2015 18:00 | 7× 3×                  | Cronica | 3×          | SK Iunist, Ujgorod Asistență: 1.000 Arbitri: Lidacka, Lesiak |

| 11 octombrie 2015 19:00 | Italia         | 19 - 32 | Serbia     | Palazzetto dello Sport, Andria Asistență: 1.350 Arbitri: Kiașko, Kiselev |
| 11 octombrie 2015 19:00 | Niederwieser 8 | (10-15) | Živković 8 | Palazzetto dello Sport, Andria Asistență: 1.350 Arbitri: Kiașko, Kiselev |
| 11 octombrie 2015 19:00 | 5× 3×          | Cronica | 3×         | Palazzetto dello Sport, Andria Asistență: 1.350 Arbitri: Kiașko, Kiselev |

| 9 martie 2016 18:00 | Cehia     | 25 - 30 | Serbia         | Euronics, Zlín Asistență: 1.400 Arbitri: Hansen, Pettersen |
| 9 martie 2016 18:00 | Hrbková 7 | (15-17) | Krpež Slezak 7 | Euronics, Zlín Asistență: 1.400 Arbitri: Hansen, Pettersen |
| 9 martie 2016 18:00 | 3×        | Cronica | 5× 3×          | Euronics, Zlín Asistență: 1.400 Arbitri: Hansen, Pettersen |

| 10 martie 2016 19:00 | Italia          | 19 - 37 | Ucraina      | Palagolfo, Follonica Asistență: 1.350 Arbitri: Thomassen, Schmack |
| 10 martie 2016 19:00 | Niederwieser 10 | (10-18) | Borșcenko 10 | Palagolfo, Follonica Asistență: 1.350 Arbitri: Thomassen, Schmack |
| 10 martie 2016 19:00 | 3×              | Cronica | 2× 3×        | Palagolfo, Follonica Asistență: 1.350 Arbitri: Thomassen, Schmack |

| 13 martie 2016 15:30 | Ucraina     | 36 - 23 | Italia            | Karpatîi Arena, Ujhorod Asistență: 800 Arbitri: Praštalo, Todorović |
| 13 martie 2016 15:30 | Borșcenko 8 | (15-6)  | Costa, Gheorghe 5 | Karpatîi Arena, Ujhorod Asistență: 800 Arbitri: Praštalo, Todorović |
| 13 martie 2016 15:30 | 7× 3×       | Cronica | 5× 3×             | Karpatîi Arena, Ujhorod Asistență: 800 Arbitri: Praštalo, Todorović |

| 13 martie 2016 18:00 | Serbia         | 28 - 28 | Cehia     | Športna dvorana Ribnica, Kraljevo Asistență: 2.000 Arbitri: Doicinov, Gorețov |
| 13 martie 2016 18:00 | Krpež Šlezak 9 | (15-15) | Hrbková 5 | Športna dvorana Ribnica, Kraljevo Asistență: 2.000 Arbitri: Doicinov, Gorețov |
| 13 martie 2016 18:00 | 5× 3×          | Cronica | 2× 3×     | Športna dvorana Ribnica, Kraljevo Asistență: 2.000 Arbitri: Doicinov, Gorețov |

| 1 iunie 2016 19:00 | Ucraina  | 26 - 31 | Serbia         | Palatul Sporturilor, Kiev Asistență: 980 Arbitri: Mandák, Rudinský |
| 1 iunie 2016 19:00 | Glibko 9 | (12-15) | Krpež Slezak 7 | Palatul Sporturilor, Kiev Asistență: 980 Arbitri: Mandák, Rudinský |
| 1 iunie 2016 19:00 | 4× 2×    | Cronica | 7× 3×          | Palatul Sporturilor, Kiev Asistență: 980 Arbitri: Mandák, Rudinský |

| 1 iunie 2016 20:00 | Italia     | 19 - 29 | Cehia                | Pala San Giacomo, Conversano Asistență: 1.000 Arbitri: Christiansen, Hansen |
| 1 iunie 2016 20:00 | Gheorghe 8 | (11-15) | Hrbková, Kordovská 5 | Pala San Giacomo, Conversano Asistență: 1.000 Arbitri: Christiansen, Hansen |
| 1 iunie 2016 20:00 | 5× 3×      | Cronica | 1× 3×                | Pala San Giacomo, Conversano Asistență: 1.000 Arbitri: Christiansen, Hansen |

| 4 iunie 2016 18:00 | Serbia         | 36 - 18 | Italia     | Športna dvorana Ribnica, Kraljevo Asistență: 700 Arbitri: Bonifert, Oláh |
| 4 iunie 2016 18:00 | Krpež Slezak 7 | (21-10) | Gheorghe 6 | Športna dvorana Ribnica, Kraljevo Asistență: 700 Arbitri: Bonifert, Oláh |
| 4 iunie 2016 18:00 | 4× 3×          | Cronica | 4× 3×      | Športna dvorana Ribnica, Kraljevo Asistență: 700 Arbitri: Bonifert, Oláh |

| 4 iunie 2016 18:10 | Cehia       | 31 - 30 | Ucraina   | Sportovní hala Baník Most, Most Asistență: 925 Arbitri: Vitaku, Vitaku |
| 4 iunie 2016 18:10 | Jeřábková 8 | (15-12) | Glibko 10 | Sportovní hala Baník Most, Most Asistență: 925 Arbitri: Vitaku, Vitaku |
| 4 iunie 2016 18:10 | 1× 3×       | Cronica | 2× 3×     | Sportovní hala Baník Most, Most Asistență: 925 Arbitri: Vitaku, Vitaku |

### Grupa a 3-a
| Echipa        | M | V | E | Î | GM  | GP  | G    | Pct |
| ------------- | - | - | - | - | --- | --- | ---- | --- |
| Țările de Jos | 6 | 5 | 0 | 1 | 216 | 140 | +76  | 10  |
| Spania        | 6 | 5 | 0 | 1 | 192 | 126 | +66  | 10  |
| Austria       | 6 | 2 | 0 | 4 | 160 | 171 | −11  | 4   |
| Bulgaria      | 6 | 0 | 0 | 6 | 112 | 243 | −131 | 0   |

| 7 octombrie 2015 19:30 | Țările de Jos | 45 - 24 | Bulgaria   | Topsportcentrum, Rotterdam Asistență: 2.000 Arbitri: Sîrbu, Suponicov |
| 7 octombrie 2015 19:30 | Abbingh 7     | (24-16) | Omoregie 8 | Topsportcentrum, Rotterdam Asistență: 2.000 Arbitri: Sîrbu, Suponicov |
| 7 octombrie 2015 19:30 | 3×            | Cronica | 5× 3×      | Topsportcentrum, Rotterdam Asistență: 2.000 Arbitri: Sîrbu, Suponicov |

| 7 octombrie 2015 20:45 | Spania          | 25 - 15 | Austria | Multiusos Fontes do Sar, Santiago de Compostela Asistență: 2.800 Arbitri: Leandersson, Lindroos |
| 7 octombrie 2015 20:45 | López Herrero 5 | (13-6)  | Engel 5 | Multiusos Fontes do Sar, Santiago de Compostela Asistență: 2.800 Arbitri: Leandersson, Lindroos |
| 7 octombrie 2015 20:45 | 2× 3×           | Cronica | 2× 3×   | Multiusos Fontes do Sar, Santiago de Compostela Asistență: 2.800 Arbitri: Leandersson, Lindroos |

| 11 octombrie 2015 17:00 | Bulgaria | 14 - 39 | Spania              | Hala Orloveț, Gabrovo Asistență: 500 Arbitri: Brehmer, Skowronek |
| 11 octombrie 2015 17:00 | Koțeva 3 | (8-20)  | Alberto Francisca 6 | Hala Orloveț, Gabrovo Asistență: 500 Arbitri: Brehmer, Skowronek |
| 11 octombrie 2015 17:00 | 1× 3×    | Cronica | 1× 3×               | Hala Orloveț, Gabrovo Asistență: 500 Arbitri: Brehmer, Skowronek |

| 11 octombrie 2015 18:15 | Austria | 25 - 31 | Țările de Jos | BSFZ Südstadt, Maria Enzersdorf Asistență: 800 Arbitri: Vujačić, Kažanegra |
| 11 octombrie 2015 18:15 | Engel 7 | (11-13) | Abbingh 6     | BSFZ Südstadt, Maria Enzersdorf Asistență: 800 Arbitri: Vujačić, Kažanegra |
| 11 octombrie 2015 18:15 | 3× 2×   | Cronica | 5× 2×         | BSFZ Südstadt, Maria Enzersdorf Asistență: 800 Arbitri: Vujačić, Kažanegra |

| 9 martie 2016 18:00 | Bulgaria         | 20 - 33 | Austria        | Hala Orloveț, Gabrovo Asistență: 400 Arbitri: Alperan, Scevola |
| 9 martie 2016 18:00 | Agova, Pavlova 5 | (10-13) | Scheffknecht 8 | Hala Orloveț, Gabrovo Asistență: 400 Arbitri: Alperan, Scevola |
| 9 martie 2016 18:00 | 2× 3×            | Cronica | 3×             | Hala Orloveț, Gabrovo Asistență: 400 Arbitri: Alperan, Scevola |

| 9 martie 2016 19:00 | Țările de Jos | 31 - 21 | Spania          | Topsportcentrum, Almere Asistență: 3.000 Arbitri: Horváth, Marton |
| 9 martie 2016 19:00 | Snelder 7     | (13-10) | Pena Abaurrea 9 | Topsportcentrum, Almere Asistență: 3.000 Arbitri: Horváth, Marton |
| 9 martie 2016 19:00 | 3×            | Cronica | 4× 2×           | Topsportcentrum, Almere Asistență: 3.000 Arbitri: Horváth, Marton |

| 12 martie 2016 13:00 | Spania            | 32 - 29 | Țările de Jos | Palacio de los Deportes, León Asistență: 3.000 Arbitri: Christiansen, Hansen |
| 12 martie 2016 13:00 | Cabral Barbosa 10 | (20-11) | Broch 7       | Palacio de los Deportes, León Asistență: 3.000 Arbitri: Christiansen, Hansen |
| 12 martie 2016 13:00 | 4× 3×             | Cronica | 7× 3× 1×      | Palacio de los Deportes, León Asistență: 3.000 Arbitri: Christiansen, Hansen |

| 12 martie 2016 20:25 | Austria        | 39 - 27 | Bulgaria    | Handballarena Rieden-Vorkloster, Bregenz Asistență: 1.400 Arbitri: Katsikis, Michailidis |
| 12 martie 2016 20:25 | Scheffknecht 8 | (19-12) | Sarandeva 9 | Handballarena Rieden-Vorkloster, Bregenz Asistență: 1.400 Arbitri: Katsikis, Michailidis |
| 12 martie 2016 20:25 | 4× 3×          | Cronica | 5× 1×       | Handballarena Rieden-Vorkloster, Bregenz Asistență: 1.400 Arbitri: Katsikis, Michailidis |

| 1 iunie 2016 18:00 | Bulgaria    | 16 - 45 | Țările de Jos | Hala Orloveț, Gabrovo Asistență: 250 Arbitri: Aghakiși, Aghakiși |
| 1 iunie 2016 18:00 | Bogdanova 6 | (8-19)  | Luciano 9     | Hala Orloveț, Gabrovo Asistență: 250 Arbitri: Aghakiși, Aghakiși |
| 1 iunie 2016 18:00 | 2× 3×       | Cronica | 4× 3×         | Hala Orloveț, Gabrovo Asistență: 250 Arbitri: Aghakiși, Aghakiși |

| 1 iunie 2016 20:25 | Austria  | 26 - 33 | Spania         | Olympiaworld Innsbruck, Innsbruck Asistență: 1.400 Arbitri: Gasmi, Gasmi |
| 1 iunie 2016 20:25 | Engel 9  | (12-16) | Aguilar Díaz 8 | Olympiaworld Innsbruck, Innsbruck Asistență: 1.400 Arbitri: Gasmi, Gasmi |
| 1 iunie 2016 20:25 | 5× 3× 1× | Cronica | 5× 3×          | Olympiaworld Innsbruck, Innsbruck Asistență: 1.400 Arbitri: Gasmi, Gasmi |

| 4 iunie 2016 16:00 | Țările de Jos | 35 - 22 | Austria       | Sportcentrum Maaspoort, 's-Hertogenbosch Asistență: 2.600 Arbitri: Ilieva, Karbeska |
| 4 iunie 2016 16:00 | Abbingh 9     | (18-11) | Engel, Frey 6 | Sportcentrum Maaspoort, 's-Hertogenbosch Asistență: 2.600 Arbitri: Ilieva, Karbeska |
| 4 iunie 2016 16:00 | 1× 3×         | Cronica | 5× 3×         | Sportcentrum Maaspoort, 's-Hertogenbosch Asistență: 2.600 Arbitri: Ilieva, Karbeska |

| 4 iunie 2016 18:00 | Spania                      | 42 - 11 | Bulgaria    | Polideportivo Ciudad Jardin, Málaga Asistență: 2.000 Arbitri: Sa, Sa |
| 4 iunie 2016 18:00 | Mangué González, Martínez 6 | (21-7)  | Sarandeva 3 | Polideportivo Ciudad Jardin, Málaga Asistență: 2.000 Arbitri: Sa, Sa |
| 4 iunie 2016 18:00 | 2× 3×                       | Cronica | 2× 3×       | Polideportivo Ciudad Jardin, Málaga Asistență: 2.000 Arbitri: Sa, Sa |

### Grupa a 4-a
| Echipa            | M | V | E | Î | GM  | GP  | G   | Pct |
| ----------------- | - | - | - | - | --- | --- | --- | --- |
| Muntenegru        | 6 | 5 | 0 | 1 | 147 | 129 | +18 | 10  |
| Croația           | 6 | 4 | 0 | 2 | 173 | 137 | +36 | 8   |
| Slovenia          | 5 | 3 | 0 | 2 | 142 | 134 | +8  | 6   |
| Macedonia de Nord | 6 | 0 | 0 | 6 | 114 | 176 | −62 | 0   |

| 7 octombrie 2015 19:00 | Croația    | 27 - 19 | Slovenia | Sportska Dvorana, Umag Asistență: 1.000 Arbitri: Opava, Válek |
| 7 octombrie 2015 19:00 | Penezić 10 | (14-11) | Mavsar 7 | Sportska Dvorana, Umag Asistență: 1.000 Arbitri: Opava, Válek |
| 7 octombrie 2015 19:00 | 1× 3×      | Cronica | 4× 1×    | Sportska Dvorana, Umag Asistență: 1.000 Arbitri: Opava, Válek |

| 7 octombrie 2015 19:30 | Muntenegru  | 21 - 14 | Macedonia de Nord | SC Topolica, Bar Asistență: 2.200 Arbitri: Arntsen, Røen |
| 7 octombrie 2015 19:30 | Bulatović 6 | (12-8)  | Gjeorgjievska 4   | SC Topolica, Bar Asistență: 2.200 Arbitri: Arntsen, Røen |
| 7 octombrie 2015 19:30 | 2× 1×       | Cronica | 2×                | SC Topolica, Bar Asistență: 2.200 Arbitri: Arntsen, Røen |

| 10 octombrie 2015 20:15 | Macedonia de Nord | 22 - 36 | Croația   | SRC Kale, Skopje Asistență: 800 Arbitri: Vrannes, Wenninger |
| 10 octombrie 2015 20:15 | Ristovska 8       | (11-15) | Penezić 9 | SRC Kale, Skopje Asistență: 800 Arbitri: Vrannes, Wenninger |
| 10 octombrie 2015 20:15 | 5× 3×             | Cronica | 4× 3×     | SRC Kale, Skopje Asistență: 800 Arbitri: Vrannes, Wenninger |

| 11 octombrie 2015 16:00 | Slovenia          | 20 - 22 | Muntenegru  | Sportna dvorana Kodeljevo, Ljubljana Asistență: 1.000 Arbitri: Năstase, Stancu |
| 11 octombrie 2015 16:00 | Lazović, Mavsar 6 | (11-11) | Bulatović 9 | Sportna dvorana Kodeljevo, Ljubljana Asistență: 1.000 Arbitri: Năstase, Stancu |
| 11 octombrie 2015 16:00 | 6× 2×             | Cronica | 5× 2×       | Sportna dvorana Kodeljevo, Ljubljana Asistență: 1.000 Arbitri: Năstase, Stancu |

| 10 martie 2016 17:30 | Slovenia  | 35 - 17 | Macedonia de Nord | Športna dvorana Ljudski vrt „Lukna”, Maribor Asistență: 1.500 Arbitri: Riello, Zendali |
| 10 martie 2016 17:30 | Lazović 6 | (18-8)  | Keramicieva 5     | Športna dvorana Ljudski vrt „Lukna”, Maribor Asistență: 1.500 Arbitri: Riello, Zendali |
| 10 martie 2016 17:30 | 3×        | Cronica | 2×                | Športna dvorana Ljudski vrt „Lukna”, Maribor Asistență: 1.500 Arbitri: Riello, Zendali |

| 10 martie 2016 20:00 | Croația    | 23 - 22 | Muntenegru  | Spaladium Arena, Split Asistență: 4.500 Arbitri: Volodkov, Zotin |
| 10 martie 2016 20:00 | Penezić 11 | (13-13) | Raičević 10 | Spaladium Arena, Split Asistență: 4.500 Arbitri: Volodkov, Zotin |
| 10 martie 2016 20:00 | 3×         | Cronica | 2× 3×       | Spaladium Arena, Split Asistență: 4.500 Arbitri: Volodkov, Zotin |

| 12 martie 2016 20:00 | Macedonia de Nord | 21 - 22 | Slovenia | SRC Kale, Skopje Asistență: 800 Arbitri: Bolić, Hurich |
| 12 martie 2016 20:00 | Stojanovska 5     | (10-11) | Mavsar 7 | SRC Kale, Skopje Asistență: 800 Arbitri: Bolić, Hurich |
| 12 martie 2016 20:00 | 2× 1×             | Cronica | 4× 2×    | SRC Kale, Skopje Asistență: 800 Arbitri: Bolić, Hurich |

| 12 martie 2016 20:30 | Muntenegru  | 31 - 29 | Croația   | SC Topolica, Bar Asistență: 3.200 Arbitri: Arnautović, Jović |
| 12 martie 2016 20:30 | Bulatović 8 | (19-15) | Penezić 8 | SC Topolica, Bar Asistență: 3.200 Arbitri: Arnautović, Jović |
| 12 martie 2016 20:30 | 2× 3×       | Cronica | 4× 3×     | SC Topolica, Bar Asistență: 3.200 Arbitri: Arnautović, Jović |

| 1 iunie 2016 18:00 | Slovenia      | 24 - 23 | Croația | Sportna Dvorana Golovec, Celje Asistență: 2.000 Arbitri: Horváth, Marton |
| 1 iunie 2016 18:00 | Gros, Irman 8 | (9-11)  | Bašić 8 | Sportna Dvorana Golovec, Celje Asistență: 2.000 Arbitri: Horváth, Marton |
| 1 iunie 2016 18:00 | 6× 3×         | Cronica | 3×      | Sportna Dvorana Golovec, Celje Asistență: 2.000 Arbitri: Horváth, Marton |

| 2 iunie 2016 18:00 | Macedonia de Nord | 21 - 27 | Muntenegru | SRC Kale, Skopje Asistență: 550 Arbitri: Sîrbu, Suponicov |
| 2 iunie 2016 18:00 | Ristovska 6       | (12-13) | Jauković 7 | SRC Kale, Skopje Asistență: 550 Arbitri: Sîrbu, Suponicov |
| 2 iunie 2016 18:00 | 3×                | Cronica | 2× 3×      | SRC Kale, Skopje Asistență: 550 Arbitri: Sîrbu, Suponicov |

| 5 iunie 2016 18:00 | Croația   | 35 - 19 | Macedonia de Nord | Centar Zamet, Rijeka Asistență: 900 Arbitri: Blanck, Isen |
| 5 iunie 2016 18:00 | Penezić 7 | (17-7)  | patru jucătoare   | Centar Zamet, Rijeka Asistență: 900 Arbitri: Blanck, Isen |
| 5 iunie 2016 18:00 | 3×        | Cronica | 1× 3×             | Centar Zamet, Rijeka Asistență: 900 Arbitri: Blanck, Isen |

| 5 iunie 2016 20:00 | Muntenegru  | 24 - 22 | Slovenia  | Sportska hala Nikoljac, Bijelo Polje Asistență: 2.000 Arbitri: Madsen, Mortensen |
| 5 iunie 2016 20:00 | Raičević 11 | (13-11) | Lazović 8 | Sportska hala Nikoljac, Bijelo Polje Asistență: 2.000 Arbitri: Madsen, Mortensen |
| 5 iunie 2016 20:00 | 4× 3×       | Cronica | 5× 3×     | Sportska hala Nikoljac, Bijelo Polje Asistență: 2.000 Arbitri: Madsen, Mortensen |

### Grupa a 5-a
| Echipa   | M | V | E | Î | GM  | GP  | G    | Pct |
| -------- | - | - | - | - | --- | --- | ---- | --- |
| Ungaria  | 6 | 5 | 0 | 1 | 198 | 130 | +68  | 10  |
| Polonia  | 6 | 5 | 0 | 1 | 163 | 121 | +42  | 10  |
| Slovacia | 6 | 2 | 0 | 4 | 142 | 138 | +4   | 4   |
| Finlanda | 6 | 0 | 0 | 6 | 84  | 198 | −114 | 0   |

| 7 octombrie 2015 20:00 | Polonia     | 29 - 12 | Finlanda   | Hala widowiskowo-sportowa, Lublin Asistență: 3.400 Arbitri: Birch, Stenrand |
| 7 octombrie 2015 20:00 | Kulwińska 6 | (13-8)  | Cainberg 5 | Hala widowiskowo-sportowa, Lublin Asistență: 3.400 Arbitri: Birch, Stenrand |
| 7 octombrie 2015 20:00 | 1× 3×       | Cronica | 2× 3×      | Hala widowiskowo-sportowa, Lublin Asistență: 3.400 Arbitri: Birch, Stenrand |

| 8 octombrie 2015 18:00 | Ungaria | 32 - 19 | Slovacia   | OBO Aréna, Dabas Asistență: 2.000 Arbitri: Marić, Mašić |
| 8 octombrie 2015 18:00 | Mayer 5 | (15-8)  | Szarková 5 | OBO Aréna, Dabas Asistență: 2.000 Arbitri: Marić, Mašić |
| 8 octombrie 2015 18:00 | 3×      | Cronica | 3× 2×      | OBO Aréna, Dabas Asistență: 2.000 Arbitri: Marić, Mašić |

| 10 octombrie 2015 18:00 | Slovacia   | 21 - 23 | Polonia      | Mestská športová hala, Šaľa Asistență: 2.127 Arbitri: Alpaidze, Berezkina |
| 10 octombrie 2015 18:00 | Školková 9 | (11-14) | Niedźwiedź 5 | Mestská športová hala, Šaľa Asistență: 2.127 Arbitri: Alpaidze, Berezkina |
| 10 octombrie 2015 18:00 | 1× 3×      | Cronica | 3×           | Mestská športová hala, Šaľa Asistență: 2.127 Arbitri: Alpaidze, Berezkina |

| 11 octombrie 2015 14:00 | Finlanda   | 25 - 38 | Ungaria       | Sisu Arena, Karjaa Asistență: 500 Arbitri: Praštalo, Todorović |
| 11 octombrie 2015 14:00 | Degerman 7 | (13-16) | Szucsánszki 9 | Sisu Arena, Karjaa Asistență: 500 Arbitri: Praštalo, Todorović |
| 11 octombrie 2015 14:00 | 1× 3×      | Cronica | 4× 3×         | Sisu Arena, Karjaa Asistență: 500 Arbitri: Praštalo, Todorović |

| 9 martie 2016 18:30 | Finlanda                  | 15 - 29 | Slovacia            | Vantaan Energia Areena, Vantaa Asistență: 700 Arbitri: Bennani, Bennani |
| 9 martie 2016 18:30 | Genberg, Roos, Väyrynen 3 | (8-15)  | Fiľková-Trehubová 6 | Vantaan Energia Areena, Vantaa Asistență: 700 Arbitri: Bennani, Bennani |
| 9 martie 2016 18:30 | 4× 2×                     | Cronica | 6× 3×               | Vantaan Energia Areena, Vantaa Asistență: 700 Arbitri: Bennani, Bennani |

| 9 martie 2016 20:30 | Polonia    | 24 - 27 | Ungaria           | Hala Widowiskowo - Sportowa, Koszalin Asistență: 3.000 Arbitri: Vujačić, Kažanegra |
| 9 martie 2016 20:30 | Siódmiak 5 | (13-13) | Szöllősi-Zácsik 6 | Hala Widowiskowo - Sportowa, Koszalin Asistență: 3.000 Arbitri: Vujačić, Kažanegra |
| 9 martie 2016 20:30 | 2× 3×      | Cronica | 3× 2×             | Hala Widowiskowo - Sportowa, Koszalin Asistență: 3.000 Arbitri: Vujačić, Kažanegra |

| 12 martie 2016 16:00 | Slovacia   | 25 - 8  | Finlanda         | Mestská športová hala, Partizánske Asistență: 1.200 Arbitri: Ilieva, Karbeska |
| 12 martie 2016 16:00 | Školková 7 | (11-3)  | Hilli, Näräkkä 2 | Mestská športová hala, Partizánske Asistență: 1.200 Arbitri: Ilieva, Karbeska |
| 12 martie 2016 16:00 | 4× 3×      | Cronica | 1× 3×            | Mestská športová hala, Partizánske Asistență: 1.200 Arbitri: Ilieva, Karbeska |

| 13 martie 2016 18:30 | Ungaria    | 25 - 26 | Polonia      | Érd Aréna, Érd Asistență: 2.200 Arbitri: Kijauskaitė, Žalienė |
| 13 martie 2016 18:30 | Triscsuk 7 | (16-17) | Kobylińska 7 | Érd Aréna, Érd Asistență: 2.200 Arbitri: Kijauskaitė, Žalienė |
| 13 martie 2016 18:30 | 3×         | Cronica | 3×           | Érd Aréna, Érd Asistență: 2.200 Arbitri: Kijauskaitė, Žalienė |

| 1 iunie 2016 18:00 | Slovacia   | 23 - 32 | Ungaria    | Chemkostav Aréna, Michalovce Asistență: 1.600 Arbitri: Năstase, Stancu |
| 1 iunie 2016 18:00 | Školková 6 | (12-15) | Triscsuk 6 | Chemkostav Aréna, Michalovce Asistență: 1.600 Arbitri: Năstase, Stancu |
| 1 iunie 2016 18:00 | 2× 3×      | Cronica | 4× 2×      | Chemkostav Aréna, Michalovce Asistență: 1.600 Arbitri: Năstase, Stancu |

| 1 iunie 2016 18:30 | Finlanda                            | 11 - 33 | Polonia        | Vantaa Energia Areena, Vantaa Asistență: 400 Arbitri: Guðjónsson, Samuelsen |
| 1 iunie 2016 18:30 | Cainberg, Hilli, Kulju, Lillqvist 2 | (3-17)  | Kudłacz-Gloc 9 | Vantaa Energia Areena, Vantaa Asistență: 400 Arbitri: Guðjónsson, Samuelsen |
| 1 iunie 2016 18:30 | 1× 3×                               | Cronica | 1× 3×          | Vantaa Energia Areena, Vantaa Asistență: 400 Arbitri: Guðjónsson, Samuelsen |

| 4 iunie 2016 20:00 | Polonia        | 28 - 25 | Slovacia   | Orlen Arena, Płock Asistență: 1.700 Arbitri: Sager, Styger |
| 4 iunie 2016 20:00 | Kudłacz-Gloc 8 | (15-13) | Kučerová 5 | Orlen Arena, Płock Asistență: 1.700 Arbitri: Sager, Styger |
| 4 iunie 2016 20:00 | 2×             | Cronica | 2× 3×      | Orlen Arena, Płock Asistență: 1.700 Arbitri: Sager, Styger |

| 5 iunie 2016 18:00 | Ungaria  | 44 - 13 | Finlanda   | ÉRD Aréna, Érd Asistență: 1.500 Arbitri: Aliev, Aghakișiev |
| 5 iunie 2016 18:00 | Lukács 6 | (21-5)  | Cainberg 5 | ÉRD Aréna, Érd Asistență: 1.500 Arbitri: Aliev, Aghakișiev |
| 5 iunie 2016 18:00 | 4× 3×    | Cronica | 2× 3×      | ÉRD Aréna, Érd Asistență: 1.500 Arbitri: Aliev, Aghakișiev |

### Grupa a 6-a
| Echipa     | M | V | E | Î | GM  | GP  | G   | Pct |
| ---------- | - | - | - | - | --- | --- | --- | --- |
| Rusia      | 6 | 6 | 0 | 0 | 200 | 145 | +55 | 12  |
| Danemarca  | 6 | 4 | 0 | 2 | 162 | 135 | +27 | 8   |
| Turcia     | 6 | 1 | 0 | 5 | 157 | 190 | −33 | 2   |
| Portugalia | 6 | 1 | 0 | 5 | 134 | 183 | −49 | 2   |

| 8 octombrie 2015 19:00 | Rusia       | 39 - 19 | Portugalia                          | Palatul Sporturilor, Rostov pe Don Asistență: 3.500 Arbitri: Tzaferopoulos, Bethmann |
| 8 octombrie 2015 19:00 | Davîdenko 7 | (20-10) | Correia Tavares, Emidio Rodrigues 5 | Palatul Sporturilor, Rostov pe Don Asistență: 3.500 Arbitri: Tzaferopoulos, Bethmann |
| 8 octombrie 2015 19:00 | 4× 3×       | Cronica | 4× 3×                               | Palatul Sporturilor, Rostov pe Don Asistență: 3.500 Arbitri: Tzaferopoulos, Bethmann |

| 8 octombrie 2015 20:15 | Danemarca                        | 28 - 19 | Turcia   | NRGi Arena, Aarhus Asistență: 4.086 Arbitri: Kulik, Nabokau |
| 8 octombrie 2015 20:15 | Jørgensen, Nørgaard Østerballe 6 | (16-10) | Şahin 9  | NRGi Arena, Aarhus Asistență: 4.086 Arbitri: Kulik, Nabokau |
| 8 octombrie 2015 20:15 | 6× 3×                            | Cronica | 5× 3× 1× | NRGi Arena, Aarhus Asistență: 4.086 Arbitri: Kulik, Nabokau |

| 11 octombrie 2015 16:10 | Portugalia         | 21 - 26 | Danemarca             | Multiusos de Pinhel, Pinhel Asistență: 1.700 Arbitri: Bonaventura, Bonaventura |
| 11 octombrie 2015 16:10 | Emidio Rodrigues 5 | (10-14) | Fisker, Kristiansen 4 | Multiusos de Pinhel, Pinhel Asistență: 1.700 Arbitri: Bonaventura, Bonaventura |
| 11 octombrie 2015 16:10 | 6× 3×              | Cronica | 4× 3×                 | Multiusos de Pinhel, Pinhel Asistență: 1.700 Arbitri: Bonaventura, Bonaventura |

| 11 octombrie 2015 17:00 | Turcia   | 30 - 44 | Rusia    | THF Spor Salonu Çankaya, Ankara Asistență: 800 Arbitri: Pandžić, Satordžija |
| 11 octombrie 2015 17:00 | Şahin 8  | (14-25) | Ilina 9  | THF Spor Salonu Çankaya, Ankara Asistență: 800 Arbitri: Pandžić, Satordžija |
| 11 octombrie 2015 17:00 | 9× 3× 1× | Cronica | 6× 3× 1× | THF Spor Salonu Çankaya, Ankara Asistență: 800 Arbitri: Pandžić, Satordžija |

| 9 martie 2016 19:00 | Rusia       | 31 - 27 | Danemarca   | Complexul Sportiv „Zvezdnîi”, Astrahan Asistență: 5.000 Arbitri: Opava, Válek |
| 9 martie 2016 19:00 | Viahireva 9 | (16-12) | Jørgensen 6 | Complexul Sportiv „Zvezdnîi”, Astrahan Asistență: 5.000 Arbitri: Opava, Válek |
| 9 martie 2016 19:00 | 4× 3× 1×    | Cronica | 1× 3×       | Complexul Sportiv „Zvezdnîi”, Astrahan Asistență: 5.000 Arbitri: Opava, Válek |

| 10 martie 2016 20:00 | Portugalia                          | 24 - 23 | Turcia       | Pavilhão Municipal, São Pedro do Sul Asistență: 1.025 Arbitri: Di Domenico, Fornasier |
| 10 martie 2016 20:00 | Rodrigues Sabino, Correia Tavares 4 | (11-11) | Demirçelen 7 | Pavilhão Municipal, São Pedro do Sul Asistență: 1.025 Arbitri: Di Domenico, Fornasier |
| 10 martie 2016 20:00 | 1× 3×                               | Cronica | 1× 3×        | Pavilhão Municipal, São Pedro do Sul Asistență: 1.025 Arbitri: Di Domenico, Fornasier |

| 12 martie 2016 17:10 | Danemarca | 22 - 24 | Rusia                  | Arena Næstved, Næstved Asistență: 3.011 Arbitri: Kékes, Kékes |
| 12 martie 2016 17:10 | Hansen 6  | (8-14)  | Dmitrieva, Viahireva 4 | Arena Næstved, Næstved Asistență: 3.011 Arbitri: Kékes, Kékes |
| 12 martie 2016 17:10 | 4× 3×     | Cronica | 5× 2×                  | Arena Næstved, Næstved Asistență: 3.011 Arbitri: Kékes, Kékes |

| 13 martie 2016 16:00 | Turcia    | 37 - 31 | Portugalia        | THF Spor Salonu Çankaya, Ankara Asistență: 550 Arbitri: Năstase, Stancu |
| 13 martie 2016 16:00 | Yılmaz 11 | (17-18) | Oliveira Soares 7 | THF Spor Salonu Çankaya, Ankara Asistență: 550 Arbitri: Năstase, Stancu |
| 13 martie 2016 16:00 | 3×        | Cronica | 2× 3×             | THF Spor Salonu Çankaya, Ankara Asistență: 550 Arbitri: Năstase, Stancu |

| 1 iunie 2016 20:00 | Turcia         | 23 - 26 | Danemarca   | Rize 3000 Seyircili spor salonu, Rize Asistență: 1.000 Arbitri: Scevola, Alperan |
| 1 iunie 2016 20:00 | İskenderoğlu 8 | (11-12) | Jørgensen 6 | Rize 3000 Seyircili spor salonu, Rize Asistență: 1.000 Arbitri: Scevola, Alperan |
| 1 iunie 2016 20:00 | 2× 3×          | Cronica | 4× 3×       | Rize 3000 Seyircili spor salonu, Rize Asistență: 1.000 Arbitri: Scevola, Alperan |

| 2 iunie 2016 19:45 | Portugalia        | 22 - 25 | Rusia             | Pavilhão Municipal das Travessas, São João da Madeira Asistență: 1.000 Arbitri: Brkić, Jusufhodžić |
| 2 iunie 2016 19:45 | Oliveira Soares 5 | (6-13)  | Skorobogatcenko 6 | Pavilhão Municipal das Travessas, São João da Madeira Asistență: 1.000 Arbitri: Brkić, Jusufhodžić |
| 2 iunie 2016 19:45 | 4× 3×             | Cronica | 4× 3×             | Pavilhão Municipal das Travessas, São João da Madeira Asistență: 1.000 Arbitri: Brkić, Jusufhodžić |

| 5 iunie 2016 16:00 | Rusia                 | 37 - 25 | Turcia   | Palatul Sporturilor „Olimp”, Krasnodar Asistență: 2.200 Arbitri: Argyridis, Mouttas |
| 5 iunie 2016 16:00 | Bobrovnikova, Ilina 5 | (21-14) | Yılmaz 7 | Palatul Sporturilor „Olimp”, Krasnodar Asistență: 2.200 Arbitri: Argyridis, Mouttas |
| 5 iunie 2016 16:00 | 3×                    | Cronica | 4× 3×    | Palatul Sporturilor „Olimp”, Krasnodar Asistență: 2.200 Arbitri: Argyridis, Mouttas |

| 5 iunie 2016 17:10 | Danemarca | 33 - 17 | Portugalia        | Aarhus Asistență: 2.834 Arbitri: Praštalo, Todorović |
| 5 iunie 2016 17:10 | Okkels 7  | (11-7)  | Correia Tavares 4 | Aarhus Asistență: 2.834 Arbitri: Praštalo, Todorović |
| 5 iunie 2016 17:10 | 2× 1×     | Cronica | 4× 3×             | Aarhus Asistență: 2.834 Arbitri: Praštalo, Todorović |

### Grupa a 7-a
| Echipa   | M | V | E | Î | GM  | GP  | G   | Pct |
| -------- | - | - | - | - | --- | --- | --- | --- |
| Franța   | 6 | 6 | 0 | 0 | 162 | 113 | +49 | 12  |
| Germania | 6 | 4 | 0 | 2 | 149 | 128 | +21 | 8   |
| Elveția  | 6 | 1 | 0 | 5 | 122 | 151 | −29 | 2   |
| Islanda  | 6 | 1 | 0 | 5 | 112 | 153 | −41 | 2   |

| 7 octombrie 2015 19:30 | Germania         | 29 - 18 | Elveția   | HUK Coburg Arena, Coburg Asistență: 2.024 Arbitri: Andreou, Panayides |
| 7 octombrie 2015 19:30 | Naidzinavicius 6 | (13-10) | Scherer 6 | HUK Coburg Arena, Coburg Asistență: 2.024 Arbitri: Andreou, Panayides |
| 7 octombrie 2015 19:30 | 2× 3×            | Cronica | 3×        | HUK Coburg Arena, Coburg Asistență: 2.024 Arbitri: Andreou, Panayides |

| 8 octombrie 2015 19:00 | Franța                    | 27 - 17 | Islanda             | Azur Arena, Antibes Asistență: 2.800 Arbitri: Mata, López |
| 8 octombrie 2015 19:00 | Dembélé, Huette, Pineau 4 | (11-8)  | patru handbaliste 3 | Azur Arena, Antibes Asistență: 2.800 Arbitri: Mata, López |
| 8 octombrie 2015 19:00 | 3× 2×                     | Cronica | 4× 3×               | Azur Arena, Antibes Asistență: 2.800 Arbitri: Mata, López |

| 11 octombrie 2015 15:00 | Elveția   | 19 - 28 | Franța   | Sporthalle Birsfelden, Birsfelden Asistență: 950 Arbitri: Cindrić, Gonzurek |
| 11 octombrie 2015 15:00 | Scherer 7 | (10-15) | Huette 7 | Sporthalle Birsfelden, Birsfelden Asistență: 950 Arbitri: Cindrić, Gonzurek |
| 11 octombrie 2015 15:00 | 3×        | Cronica | 6× 3×    | Sporthalle Birsfelden, Birsfelden Asistență: 950 Arbitri: Cindrić, Gonzurek |

| 11 octombrie 2015 16:00 | Islanda       | 17 - 22 | Germania | Vodafone völlurinn, Reykjavík Asistență: 960 Arbitri: Christiansen, Hansen |
| 11 octombrie 2015 16:00 | Knútsdóttir 4 | (11-12) | Müller 7 | Vodafone völlurinn, Reykjavík Asistență: 960 Arbitri: Christiansen, Hansen |
| 11 octombrie 2015 16:00 | 4× 2×         | Cronica | 1× 2×    | Vodafone völlurinn, Reykjavík Asistență: 960 Arbitri: Christiansen, Hansen |

| 9 martie 2016 19:30 | Germania | 21 - 24 | Franța   | EgeTrans Arena, Bietigheim-Bissingen Asistență: 3.375 Arbitri: Alpaidze, Berezkina |
| 9 martie 2016 19:30 | Müller 7 | (10-9)  | Pineau 9 | EgeTrans Arena, Bietigheim-Bissingen Asistență: 3.375 Arbitri: Alpaidze, Berezkina |
| 9 martie 2016 19:30 | 4× 3×    | Cronica | 1× 2×    | EgeTrans Arena, Bietigheim-Bissingen Asistență: 3.375 Arbitri: Alpaidze, Berezkina |

| 10 martie 2016 20:00 | Elveția   | 22 - 21 | Islanda       | GoEasy Arena, Siggenthal Station Asistență: 1.420 Arbitri: Antić, Jakovljević |
| 10 martie 2016 20:00 | Scherer 5 | (9-10)  | Knútsdóttir 6 | GoEasy Arena, Siggenthal Station Asistență: 1.420 Arbitri: Antić, Jakovljević |
| 10 martie 2016 20:00 | 4× 2×     | Cronica | 4× 3×         | GoEasy Arena, Siggenthal Station Asistență: 1.420 Arbitri: Antić, Jakovljević |

| 12 martie 2016 20:00 | Franța   | 25 - 19 | Germania                | Le Parnasse, Nîmes Asistență: 3.500 Arbitri: Brehmer, Skowronek |
| 12 martie 2016 20:00 | Pineau 8 | (13-9)  | Lang, Loerper, Müller 4 | Le Parnasse, Nîmes Asistență: 3.500 Arbitri: Brehmer, Skowronek |
| 12 martie 2016 20:00 | 2× 3×    | Cronica | 4× 3×                   | Le Parnasse, Nîmes Asistență: 3.500 Arbitri: Brehmer, Skowronek |

| 13 martie 2016 16:30 | Islanda                    | 20 - 19 | Elveția | Íþróttamiðstöð Hauka, Hafnarfjörður Asistență: 485 Arbitri: Florescu, Duță |
| 13 martie 2016 16:30 | Pekarskyté, Sturludóttir 3 | (10-9)  | Frey 5  | Íþróttamiðstöð Hauka, Hafnarfjörður Asistență: 485 Arbitri: Florescu, Duță |
| 13 martie 2016 16:30 | 2× 3×                      | Cronica | 4× 3×   | Íþróttamiðstöð Hauka, Hafnarfjörður Asistență: 485 Arbitri: Florescu, Duță |

| 1 iunie 2016 19:00 | Elveția | 23 - 25 | Germania | Sporthalle Kreuzbleiche, St. Gallen Asistență: 1.479 Arbitri: Rakitina, Tkaciuk |
| 1 iunie 2016 19:00 | Hodel 7 | (14-14) | Huber 8  | Sporthalle Kreuzbleiche, St. Gallen Asistență: 1.479 Arbitri: Rakitina, Tkaciuk |
| 1 iunie 2016 19:00 | 6× 3×   | Cronica | 1× 3×    | Sporthalle Kreuzbleiche, St. Gallen Asistență: 1.479 Arbitri: Rakitina, Tkaciuk |

| 1 iunie 2016 19:30 | Islanda       | 16 - 30 | Franța    | Valshöllin - Hlíðarenda, Reykjavík Asistență: 450 Arbitri: Jaškins, Žabko |
| 1 iunie 2016 19:30 | Knútsdóttir 7 | (7-15)  | Dembélé 6 | Valshöllin - Hlíðarenda, Reykjavík Asistență: 450 Arbitri: Jaškins, Žabko |
| 1 iunie 2016 19:30 | 2×            | Cronica | 2×        | Valshöllin - Hlíðarenda, Reykjavík Asistență: 450 Arbitri: Jaškins, Žabko |

| 4 iunie 2016 20:00 | Franța      | v       | Elveția   | Beauvais Asistență: 2.000 Arbitri: Di Domenico, Fornasier |
| 4 iunie 2016 20:00 | Lacrabère 6 | (15-8)  | Scherer 6 | Beauvais Asistență: 2.000 Arbitri: Di Domenico, Fornasier |
| 4 iunie 2016 20:00 | 3× 2×       | Cronica | 4× 3×     | Beauvais Asistență: 2.000 Arbitri: Di Domenico, Fornasier |

| 5 iunie 2016 17:00 | Germania | 33 - 21 | Islanda                   | Porsche Arena, Stuttgart Asistență: 2.308 Arbitri: Thomassen, Schmack |
| 5 iunie 2016 17:00 | Lang 7   | (15-9)  | Kjærnested, Knútsdóttir 4 | Porsche Arena, Stuttgart Asistență: 2.308 Arbitri: Thomassen, Schmack |
| 5 iunie 2016 17:00 | 1× 2×    | Cronica | 1×                        | Porsche Arena, Stuttgart Asistență: 2.308 Arbitri: Thomassen, Schmack |

### Echipa de pe locul 3 cel mai bine clasată
Paisprezece echipe s-au calificat la turneul final în urma sesiunii de calificări, iar a cincisprezecea, Suedia, s-a calificat în calitate de gazdă. A șaisprezecea echipă desemnată să participe la turneul final a fost cea poziționată cel mai bine dintre toate echipele clasate pe locul al 3-lea în cele șapte grupe de calificare. Pentru a determina care este această echipă au fost luate în considerare doar rezultatele obținute în meciurile directe împotriva locurilor 1 și 2, nu și împotriva locului 4. Echipa cel mai bine clasată a fost Slovenia.
| Loc | Grupa | Echipa   | MJ | V | E | Î | GM  | GP  | DG  | Pct | Calificare    |
| --- | ----- | -------- | -- | - | - | - | --- | --- | --- | --- | ------------- |
| 1   | 4     | Slovenia | 4  | 1 | 0 | 3 | 85  | 96  | −11 | 2   | Turneul final |
| 2   | 1     | Belarus  | 4  | 1 | 0 | 3 | 92  | 112 | −20 | 2   |               |
| 3   | 2     | Ucraina  | 4  | 0 | 0 | 4 | 101 | 120 | −19 | 0   |               |
| 4   | 5     | Slovacia | 4  | 0 | 0 | 4 | 88  | 115 | −27 | 0   |               |
| 5   | 3     | Austria  | 4  | 0 | 0 | 4 | 88  | 124 | −36 | 0   |               |
| 6   | 6     | Turcia   | 4  | 0 | 0 | 4 | 97  | 135 | −38 | 0   |               |
| 7   | 7     | Islanda  | 4  | 0 | 0 | 4 | 71  | 112 | −41 | 0   |               |